# Коммутантно-ассоциативная алгебра
Коммутантно-ассоциативная алгебра — неассоциативная алгебра M над полем F, в которой бинарная мультипликативная операция подчиняется следующим аксиомам:
1. Тождеству коммутантной ассоциативности:
{\displaystyle ([A_{1},A_{2}],[A_{3},A_{4}],[A_{5},A_{6}])=0},
для всех {\displaystyle A_{1},A_{2},A_{3},A_{4},A_{5},A_{6}\in M}.
где {\displaystyle [A,B]=g(A,B)-g(B,A)} — коммутатор элементов A и B, а
{\displaystyle (A,B,C)=g(g(AB),C)-g(A,g(B,C))} — ассоциатор элементов A, B и C.
2. Условию билинейности:
{\displaystyle g(aA+bB,C)=ag(A,C)+bg(B,C)}
для всех {\displaystyle A,B,C\in M} и {\displaystyle a,b\in F}.
Другими словами, алгебра M является коммутантно-ассоциативной, если коммутант, то есть подалгебра алгебры M образованная всеми коммутаторами {\displaystyle [A,B]}, является ассоциативной алгеброй.
Существует следующая взаимосвязь между коммутантно-ассоциативной алгеброй и алгеброй Валя. Замена умножения g(A,B) в алгебре M операцией коммутирования {\displaystyle [A,B]=g(A,B)-g(B,A)}, превращает её в алгебру {\displaystyle M^{(-)}}. При этом, если M является коммутантно-ассоциативной алгеброй, то {\displaystyle M^{(-)}} будет алгеброй Валя.